# Julio María Sosa
Julio María Sosa (Montevideo, 1879 - ibídem, 1931) fou un advocat, periodista i polític uruguaià, més conegut per ser el fundador del moviment sosista dins el Partit Colorado.
Va ser diputat pel seu partit entre 1905-1914 i 1920-1923, i senador entre 1915 i 1920. També va formar part de l'Assemblea Constituent (1916-1917), per a després desenvolupar la tasca de president del CNA fins al 1925. Sosa va ser dues vegades candidat a la presidència de l'Uruguai durant les eleccions generals de 1922 i 1926, respectivament.
Finalment, també va presidir el Club Atlético Peñarol de futbol durant un període de set anys (1921-1928), poc abans de la seva mort a Montevideo.